# Joseph von Keller

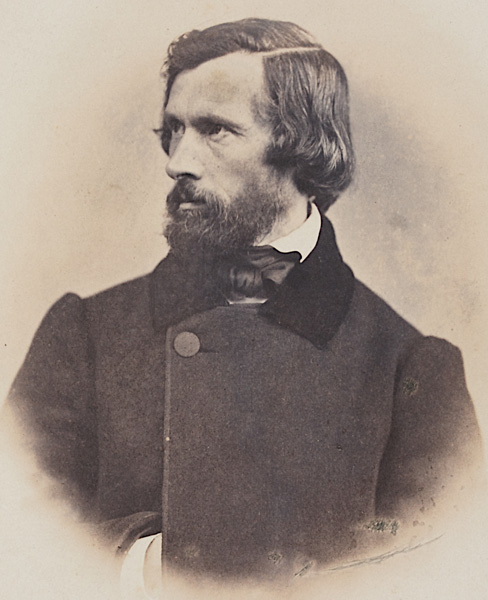
Joseph von Keller, Foto von Matthias Radermacher

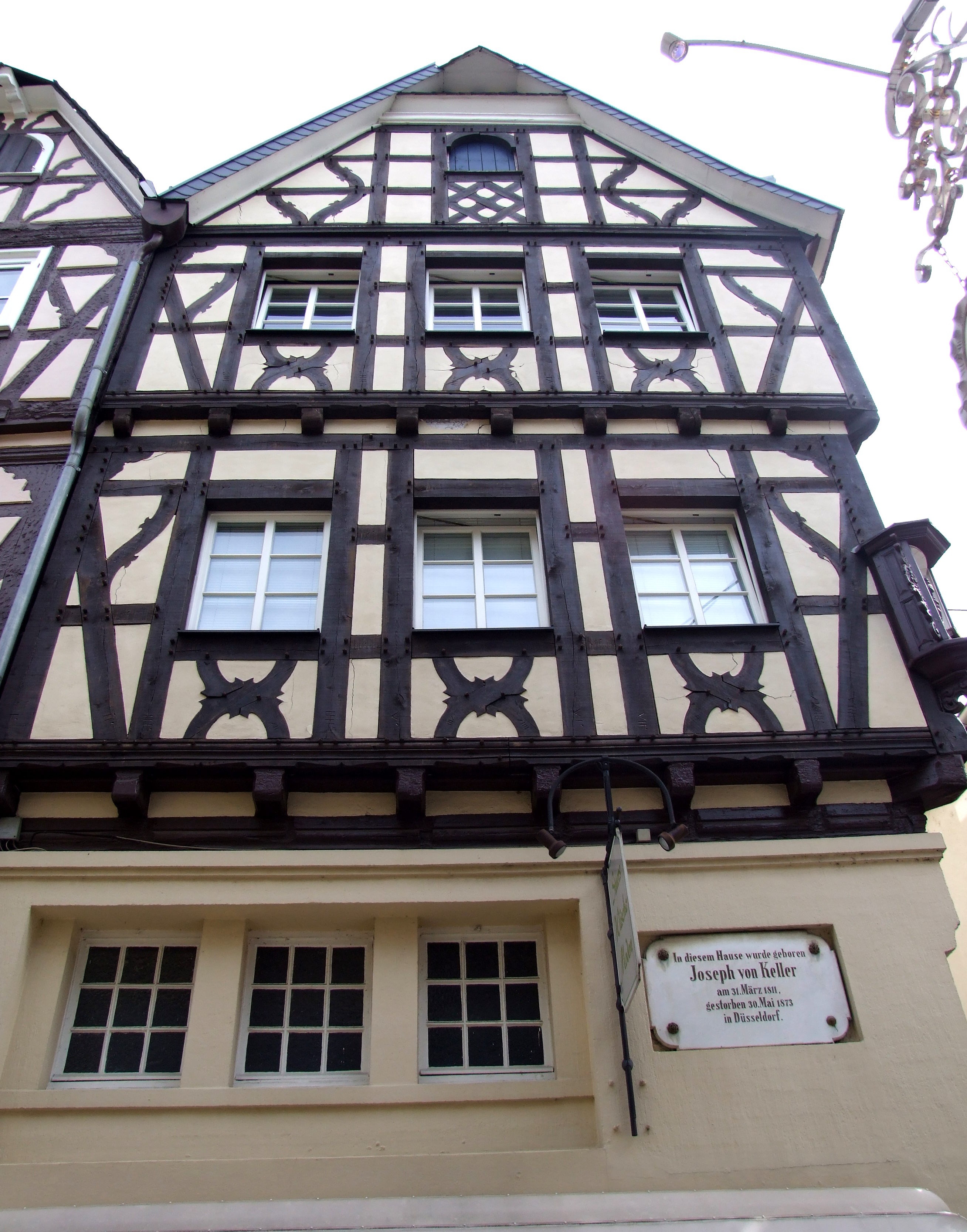
Geburtshaus von Joseph von Keller

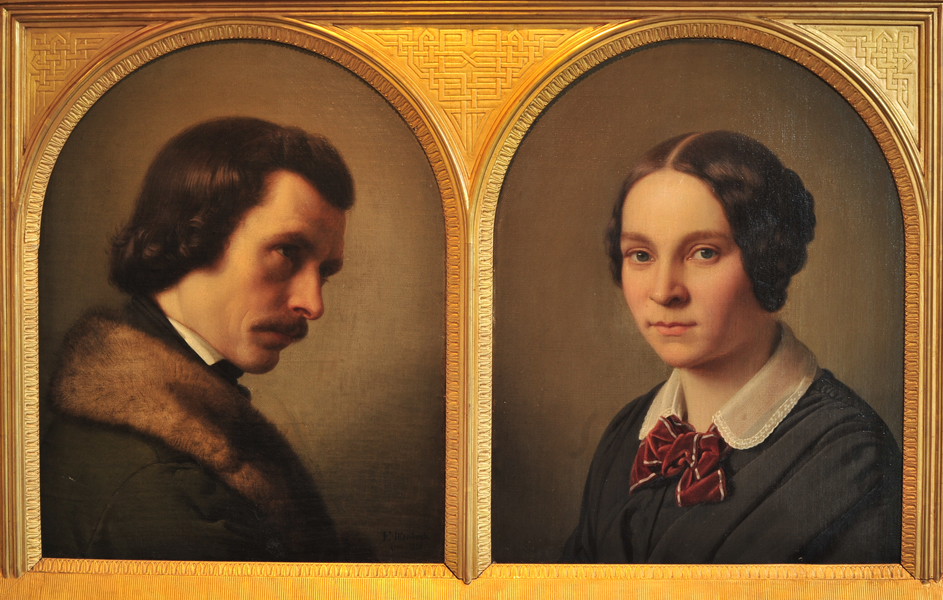
Joseph von Keller und seine Frau Berta, geborene Schulgen (1816–1900), auf einem Gemälde von Franz Ittenbach

Joseph von Keller, bis 1872 Joseph Keller, Taufname Anton Joseph Keller (* 31. März 1811 in Linz am Rhein; † 30. Mai 1873 in Düsseldorf), war ein deutscher Kupferstecher der Düsseldorfer Schule.

## Leben
Keller stammte aus einer alteingesessenen Linzer Familie, der Vater war Kolonialwarenhändler, der Großvater Ratsherr und Schöffe. Er wuchs im Kreis seiner neun Geschwister in bescheidenen Verhältnissen auf. Sein Vater wollte ihm eine gute schulische Bildung als Einstieg in das Berufsleben geben und meldete ihn daher im preußischen Progymnasium (heute Martinus-Gymnasium Linz) an.
Ein Geschäftsfreund des Vaters aus Bonn entdeckte die Begabung des Jungen und vermittelte eine Lehrstelle in der Bonner Kupferdruckerei C. Schulgen-Bettendorff. So erlernte Joseph Keller unter den damals harten Bedingungen eines Lehrlings den Beruf eines Kupferdruckers und Kupferstechers.
Früh entwickelte Keller sein Interesse an dem künstlerischen Bereich und er verstand die Lehre nur als handwerkliche Grundausbildung. Folgerichtig schlug er auch das Angebot aus, nach der Lehre als Gehilfe im Haus des Meisters zu bleiben, und das obwohl er sich in die Tochter des Meisters Bertha Schulgen (1816–1900) verliebt hatte und diese Anfang Juli 1841 heiratete.
Mühsam hielt sich Joseph Keller zunächst mit schlecht bezahlten Auftragsarbeiten und Studentenporträts über Wasser. Als er die Wandmalerei der Aula der Bonner Universität in Kupfer stach, wurde Wilhelm von Schadow, der Direktor der Kunstakademie Düsseldorf und Begründer der Düsseldorfer Malerschule, auf ihn aufmerksam. An dessen Akademie, in welche er 1835 eintrat, vervollkommnete er zehn Jahre lang seine Technik, gefördert von dem Lehrer und Künstler Julius Hübner, von dem er auch Aufträge erhielt und dessen Werke er u. a. reproduzierte. 1838 studierte Keller in Paris bei Auguste Gaspard Louis Desnoyers und François Forster. Vom Dezember 1841 bis zum 27. Juli 1843 lebte Keller in Rom, wo er am Leben der Deutschrömer und 1842 am „Cervarofest“ der Ponte-Molle-Gesellschaft teilnahm.
Auf Kellers Anregung hin erhielten die Kupferstecher in der Akademie eigene Räume, und so schuf er die Grundlage für die spätere Kupferstecherschule an der Düsseldorfer Akademie. Er selbst wurde dort Lehrer. 1839 wurde Keller Nachfolger von Ernst Carl Thelott für Kupferstichkunst. Keller gilt als der eigentliche Begründer der Düsseldorfer Kupferstecherschule, aus deren reicher Schülerzahl etwa Adam Goswin Glaser, Heinrich Nüsser, Franz Paul Massau, Friedrich August Pflugfelder, Theodor Janssen, Fritz Dinger, Nikolaus Barthelmess, Rudolf Stang und Josef Kohlschein hervorragen. Alle haben für den Kunstverein gearbeitet, und ihre Blätter haben nicht wenig dazu beigetragen, den Ruhm der Düsseldorfer Bilder, namentlich in der älteren Zeit, zu verbreiten. Weitere Schüler seiner Kupferstecherklasse waren unter anderen Xaver Steifensand, Ludwig Heitland, Julius Allgeyer, Anton Eitel, Karl Friedrich Seifert, Heinrich Kipp, Friedrich August Ludy, Carl Wilhelm Overbeck und Constantin Müller.
Auf Kellers Betreiben wurde die C. Schulgen-Bettendorffsche Kupferdruckerei 1849 nach Düsseldorf verlegt, um der wachsenden Nachfrage an Bildreproduktionen, vor allem durch den Kunstverein für die Rheinlande und Westfalen und durch den Verein zur Verbreitung religiöser Bilder, der 1841/1842 unter dem Patronat Johannes von Geissel gegründet wurde, nachzukommen. In das Geschäft mit der Reproduktionskunst war der Buchdruckersohn August Wilhelm Schulgen bereits durch den 1846 in Düsseldorf gegründeten Kunstverlag Schulgen-Bettendorf eingetreten. 1856 erweiterte er den Vertrieb durch den Pariser Kunstverlag Schulgen & Schwab. Die Kupferstichklasse von Joseph Keller und seine zahlreichen Schüler arbeitete für Zwecke der Reproduktionskunst mit Malern und Verlegern Hand in Hand. Innerhalb von 25 Jahren wurden acht Millionen Andachtsbilder international in Umlauf gebracht.

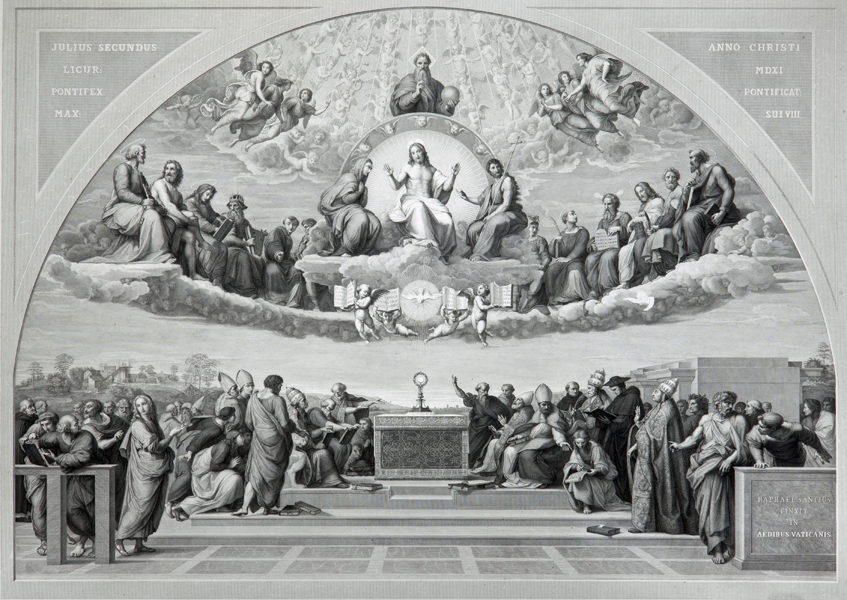
Die Disputa

Kellers Renommee basierte früh darauf, dass er nicht nur das Vorbild kopierte, sondern bemüht war, die Aussage des Künstlers nachzuempfinden und in Grafik zu übersetzten. 1841 erhielt er vom Kunstverein für die Rheinlande und Westfalen den Auftrag, Raffaels Disputa zu reproduzieren. Hierzu begab er sich mit seiner Frau Bertha und seinem Bruder und mittlerweile Schüler, Franz Keller, nach Rom. Einige Jahre später kehrte er zurück, doch dauerte es einige Jahre, bis die ersten Drucke der Disputa vorlagen, die in Europa und Amerika Aufsehen und Bewunderung erregten. Das bescheidene Gehalt, das er seit September 1846 als Professor der Kupferstecherkunst erhielt, veranlassten Keller, sich um Nebenverdienste zu bemühen, so etwa mit dem Versuch, seine Disputa als Druck zu verkaufen. Er unterrichtete auch die Sonntagsklassen für Handwerker in freier Handzeichnung an der Düsseldorfer Akademie. Doch blieben seine wirtschaftlichen Verhältnisse weit hinter seiner künstlerischen Akzeptanz zurück.

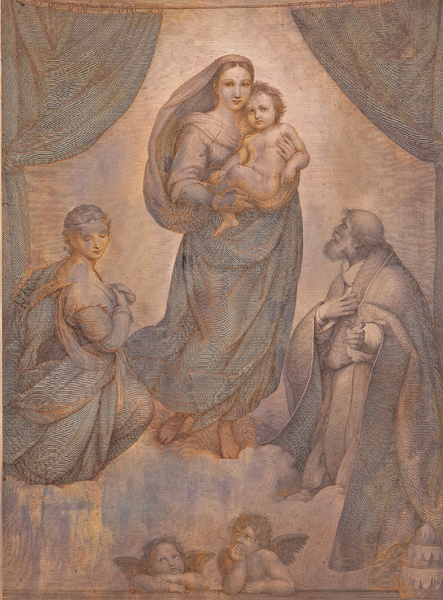
Druckplatte der Sixtinischen Madonna

Dank einiger Bonner Mäzene konnte er einen weiteren größeren Auftrag durchführen, den Stich der Sixtinischen Madonna nach dem Gemälde von Raffael. Dieses Werk, das er auf Grund seiner stark angegriffenen Gesundheit erst 1871 mühsam fertigstellte, wurde in Kunstkreisen hoch geschätzt.
Kellers Plan, jene im Victoria and Albert Museum befindlichen „Teppichkartons“, die Raffael als Vorlage für Teppiche in der Sixtinischen Kapelle geschaffen hatte, mit seinen Schülern zu stechen und diese dann den Schulen als Bildungsmittel zur Verfügung zu stellen, blieb unvollendet. Kellers Nachfolge auf dem Düsseldorfer Lehrstuhl trat 1879 Carl Ernst Forberg an, einer seiner vielen Schüler, so wie auch Anton Eitel, welcher die Verantwortung für den Verein zur Verbreitung religiöser Bilder übernahm.

## Ehrungen
Keller war Kommandeur des päpstlichen Silvesterordens und des sächsischen Albrechts-Ordens, Ritter des württembergischen Kronen-Ordens II. Klasse, des preußischen Roten Adlerordens III. Klasse mit der Schleife, des Kronen-Ordens III. Klasse, des päpstlichen Gregoriusordens, des belgischen Leopoldordens, der französischen Ehrenlegion und des österreichischen Franz-Joseph-Ordens. Mit dem württembergischen Orden war 1872 die Erhebung in den persönlichen Adelsstand verbunden. Die Kunstakademien von Berlin, Sankt Petersburg, Brüssel und Wien ernannten ihn zum Ehrenmitglied. Die Académie royale des Sciences, des Lettres et des Beaux-Arts de Belgique nahm ihn 1870 als assoziiertes Mitglied auf. Das Institut de France ernannte ihn bereits 1854 zum membre correspondant. Die Ausstellung der Disputa in Paris trug ihm die grande medaille d’honneur ein. Die Stadt Linz am Rhein ehrte Keller durch Benennung der Joseph-von-Keller-Schule.

## Illustrationen (Auswahl)
- Robert Reinick: Lieder eines Malers mit Randzeichnungen seiner Freunde. Schulgen-Bettendorff, Düsseldorf 1838. (Digitalisat der farbigen Mappen-Ausgabe)